# TransferJet
TransferJet（トランスファージェット）は、2008年に一般公開された近距離無線転送技術である。データを転送したい相手に機器を直接「かざす」ことにより、無線特有の面倒な設定をなくし、煩雑な初期設定も不要にした。物理的なコネクターやケーブルを必要としない非接触型の高速インターフェースとして各種用途に利用できる。近接通信の基本コンセプトはソニーの提案であり、2008年7月に業界団体TransferJetコンソーシアムが国内外の15社で発足し規格の標準化作業が始まった。2009年3月には相互接続の基本となるPHY/MAC層を定義した規格が完成した。TransferJetのロゴと商標はTransferJetコンソーシアムが管理している。またこの規格は国際標準ISO/IEC 17568 として登録され、誰でも使える仕様として公開されている。

## 概要
かざす動作により自動的に機器同士の接続が確立され通信が始まるという、直感的なユーザーインターフェース及び操作を採用した。独自のMACアドレスによる通信機器の事前登録（識別）も可能になっている。例えば、自分の友達の機器のみを登録することにより不特定多数の相手機器へのデータの漏洩を防ぐこともできる。またホストとターゲットの関係がなくアクセスポイントなども不要なため、モバイル機器と据置機器或いはモバイル機器同士のアドホック的な直接通信が可能である。
「あえて3センチしか飛ばない無線」の基本コンセプトで開発され、この距離での転送レートは物理層では560Mbps（最大）まで対応した。エラー訂正や通信制御に必要なオーバーヘッドを差し引いても実効スループットとして375Mbps（最大）を達成。周囲の通信状況に応じて最適な転送レートを選択する機能を搭載していて、状態が悪い時は自動的に転送レートを落としながら安定した通信を維持する。無線技術を採用しているものの、接触点（ターゲットポイントと呼ぶ）から周囲数センチでしか結合しない微弱出力に頼る近接専用システムのため、他の無線システムと干渉する状況はほとんどなく、1つの部屋で複数の機器が同時に作動しても通信の性能低下は起きない。
最も基本的な操作では、2つの機器をかざす（数センチまで接近させる）ことで自動的にデータ転送が行われる。より複雑なユースケースを実現する場合は、送り手側データの選択と受け手側のデータ格納の場所（或いは処理の方法）の選択が必要となる。
放射電磁界を用いた従来型の無線アンテナではなく、誘導電界を用いたカプラを新規開発して採用している。このカプラ素子は結合電極、共振スタブとグラウンドにより構成されていて、近距離では高い利得を得る一方、離れると急激に減衰する特徴を持ち、他の無線との干渉防止に役立っている。また結合電極は電界の縦波を発生するため、機器同士の角度を意識しないで接触させても利得を落とさずに通信が可能である。
2009年11月にソニーが初のTransferJet対応LSIの出荷を開始した。また、2010年1月にはソニーがCESでTransferJet対応デジタルカメラ、TransferJet内蔵パソコン、メモリースティックやUSBクレードルを発表し、同月から順次発売した。その後、アイ・オー・データ機器、パイオニア、キングジムや東芝からも認定製品が発売された。各社からモジュール等の認定部品も提供されている。2011年9月に東芝からもLSIが発表された。さらに、2012年2月19日〜23日に米国サンフランシスコで開催した「国際固体素子回路会議（ISSCC：International Solid-State Circuits Conference）」にて、転送速度375MbpsのLSI「CXD3271GW」が発表された。2013年末に東芝から各種アダプター製品が発売され、Windows (PC)、Android、iOS(Apple) の携帯端末プラットフォームに対応した。2014年4月にはICOTEQ社がTransferJet用のハードウェア開発プラットホームを発表した。2015年6月に富士通ARROWSのスマートフォンにTransferJet機能が内蔵された。海外ではBKAV社の新規スマートフォンにも内蔵された。2015年7月には東芝からSDHCメモリカードが発売され、SDカードスロットを搭載したデジカメ等でもTransferJetによる写真や動画転送が可能になった。他にもバッファローや
イーグローバレッジなどからも商品が発売されている。
測定評価システムはアジレント・テクノロジー社が提供している。ロゴ認定取得の試験はアリオンで実施されている。

## 基本仕様
| 中心周波数 | 4.48GHz                                                                                               |
| 帯域       | 560MHz                                                                                                |
| 送信電力   | -70dBm/MHz以下（平均電力） 日本国内では微弱無線局の規定に準拠、その他諸外国ではその国の電波規則に準拠 |
| 転送レート | 560Mbps（最大）/実効レート 375Mbps（最大） 通信状況に応じて最適な転送レートを選択する機能を搭載       |
| 通信距離   | 数センチ以内を想定（Rate Adaptation機能搭載）                                                         |
| 接続形式   | 1対1、point-to-point                                                                                  |
| アンテナ   | 誘導電界結合型カプラ                                                                                  |

TransferJetとNFC（FeliCa等）は別々の技術を使っており、お互いに共通性や干渉はない。これにより、同じ位置に両機能を重ねて設置する事も可能であり実際のパソコン商品にも応用されている。

## TransferJetコンソーシアム
2008年7月に15社によりTransferJetの相互接続仕様の確立に向けたTransferJetコンソーシアムが設立された。2011年9月には一般社団法人となっている。
このコンソーシアムでは、TransferJet搭載機器が、相互接続性を確保するための規格・ガイドラインの策定、規格遵守と相互接続の検証、ロゴマークの運営管理等を行いながら、TransferJetの普及と市場形成を目指す。2009年5月からアドプター会員の新規募集を開始した。2012年8月現在の会員数はプロモーター、アドプター併せて45社。
プロモーター会員
- ソニー - TransferJet事務局代表
- 日本電信電話
- 日本無線
- オリンパスイメージング
- 東芝

アドプター会員
- 富士フイルム
- 富士通
- アイ・オー・データ機器
- NTTドコモ
- KDDI
- キングジム
- 村田製作所
- バッファロー
- リコー
- シャープ
- SMK
- Antenova

等。

## 次世代規格
2017年6月に、より高速な次世代規格「TransferJet X」が発表された。これは2014年からIEEEで標準化が進められた60GHz帯を使った802.15.3eの仕様に基づいた新たな規格で、データ転送速度は13.1Gbps（以上）、接続確立時間は2msec（以下）と大幅な性能向上が図られている。また現行 TransferJetより幅広いユースケースに対応しており、2020年ごろから市場に製品やサービスが登場することが期待されている。